# Qt (toolkit)
Qt (от думата Cute на английски - „Сладък“) представлява инструментариум и среда за разработка за междуплатформен софтуер, използван основно за разработване на графични потребителски интерфейси (в този случай се нарича джаджи за настройка; на английски widget toolkit), но също и за разработването на софтуер без графичен интерфейс, като конзолни инструменти и сървърни програми. Последната версия е 6.
Qt се разработва от The Qt Company, базирана във Финландия, която първоначално е основана в Норвегия и е наречена Trolltech.
Qt използва C++ код в комбинация с няколко нестандартни разширения. Добавен е код преди обработката
(Pre-Processor), който създава стандартен код C++ преди компилацията.
Qt работи на всички големи платформи, не се ограничава до конкретна операционна система или хардуер и има широка международна поддръжка. Освен създаването на графични потребителски интерфейси, Qt поддържа SQL, XML parsing, управление на процесите, поддръжка на мрежата, унифициран интерфейс за управление на файлове и др.
Популярен софтуер, разработен с помощта на QT, е Skype, Google Земя, Opera, KDE и др.